# Menhir de Kergleuhant
Le menhir de Kergleuhant, appelé aussi menhir de Kerangallou est ou menhir de Kerdunus est un menhir situé sur la commune de Trégunc, dans le département du Finistère en France.

## Historique
Il est classé au titre des monuments historiques par arrêté du 29 juin 1965.

## Description
Le menhir est un bloc de granite de 5,50 m de hauteur. 
Il est situé à environ 400 m au sud-est du menhir de Kérangallou.